# Spenceria
Spenceria é um género botânico pertencente à família Rosaceae. Também conhecida como Ferradura Amarela.
Spenceria foi descrita por Henry Trimen e publicado em Journal of Botany, British and Foreign 17: 97, no ano de 1879.
Possui 2 espécies descritas e apenas uma aceite, Spenceria ramalana Trimen.